# Таниель, Сета
Сета Таниель (тур. Seta Tanyel; род. 1947) — турецкая пианистка армянского происхождения.
Окончила Венскую Высшую школу музыки у Дитера Вебера и Бруно Зайдльхофера, затем занималась в Лондоне у Луиса Кентнера. В 1974 г. была удостоена третьей премии на первом Международном конкурсе пианистов Артура Рубинштейна в Израиле. В 1978 г. дебютировала с концертами в Лондоне, Нью-Йорке и Филадельфии, с тех пор широко гастролирует по всему миру.
Таниель считается специалистом по романтическому пианизму, особенно в лице не столь известных его представителей. Ей принадлежат записи четырёх дисков с фортепианной музыкой Ксавера Шарвенки и трёх дисков с произведениями Морица Мошковского, а также концертов Эдуарда Макдауэлла и Эмиля фон Зауэра. Вместе с Джереми Брауном Таниель записала все фортепианные дуэты Франсиса Пуленка, альбом с произведениями Арнольда Бакса, сочинения Дмитрия Шостаковича, Арама Хачатуряна, Арно Бабаджаняна и др. Среди других записей Таниель — музыка Фридерика Шопена, Вариации на тему Генделя Иоганнеса Брамса. Критика отмечает «ясный и открытый стиль» пианистки, особенно уместный в лёгких салонных пьесах Мошковского, где «непринуждённость и изящество Таниель позволяют насладиться даже тончайшим ароматом розовой воды».
Таниель преподавала в Лондоне, с 2004 г. ведёт курс фортепиано в музыкальной школе городка Адамант в штате Вермонт.